# Ceratitella nitida
Ceratitella nitida är en tvåvingeart som först beskrevs av Hardy 1973.  Ceratitella nitida ingår i släktet Ceratitella och familjen borrflugor.
Artens utbredningsområde är Thailand. Inga underarter finns listade i Catalogue of Life.